# 梅比斯·M·梅比斯
梅比斯·M·梅比斯（英語：Mobius M. Mobius）是出自漫威漫畫的虛構人物。來自不同時間點的各種版本的梅比斯（以及他的克隆人）構成了一個官僚式領導及中階管理層的時間管理組織──時間變異管理局，當中包括宇宙魔方先生（Mr. Tesseract）、奧羅布魯斯先生（Mr. Orobourous）及悖論先生（Mr. Paradox）。

## 出版歷史
梅比斯·M·梅比斯首次登場於《驚奇4超人》 第353期 (1991年6月)。時間變異管理局的克隆特工均借鑒自馬克·格魯恩瓦爾德和湯姆·德法爾科，兩人是漫威漫畫的長期作者。而最經常出現的特工是梅比斯·M·梅比斯，他是格魯恩瓦爾德的克隆人。

## 虛構人物傳記
梅比斯·M·梅比斯是時間變異管理局的一名官僚和中層管理特工，並試圖懲治違反了TVA法律的驚奇4超人。
宇宙魔方先生是時間變異管理局的初級管理特工，而且是梅比斯的過去版本，隸屬於梅比斯，他後來被指派重組來自616號宇宙的遺失數據。其後，時間變異管理局的3名官員正義力量（Justice Might）、正義真理（Justice Truth）和正義自由（Justice Liberty）幫助梅比斯重新捕捉在無效時間區（Null-Time Zone）內逃走的驚奇4超人。

## 其他媒體

### 電視劇

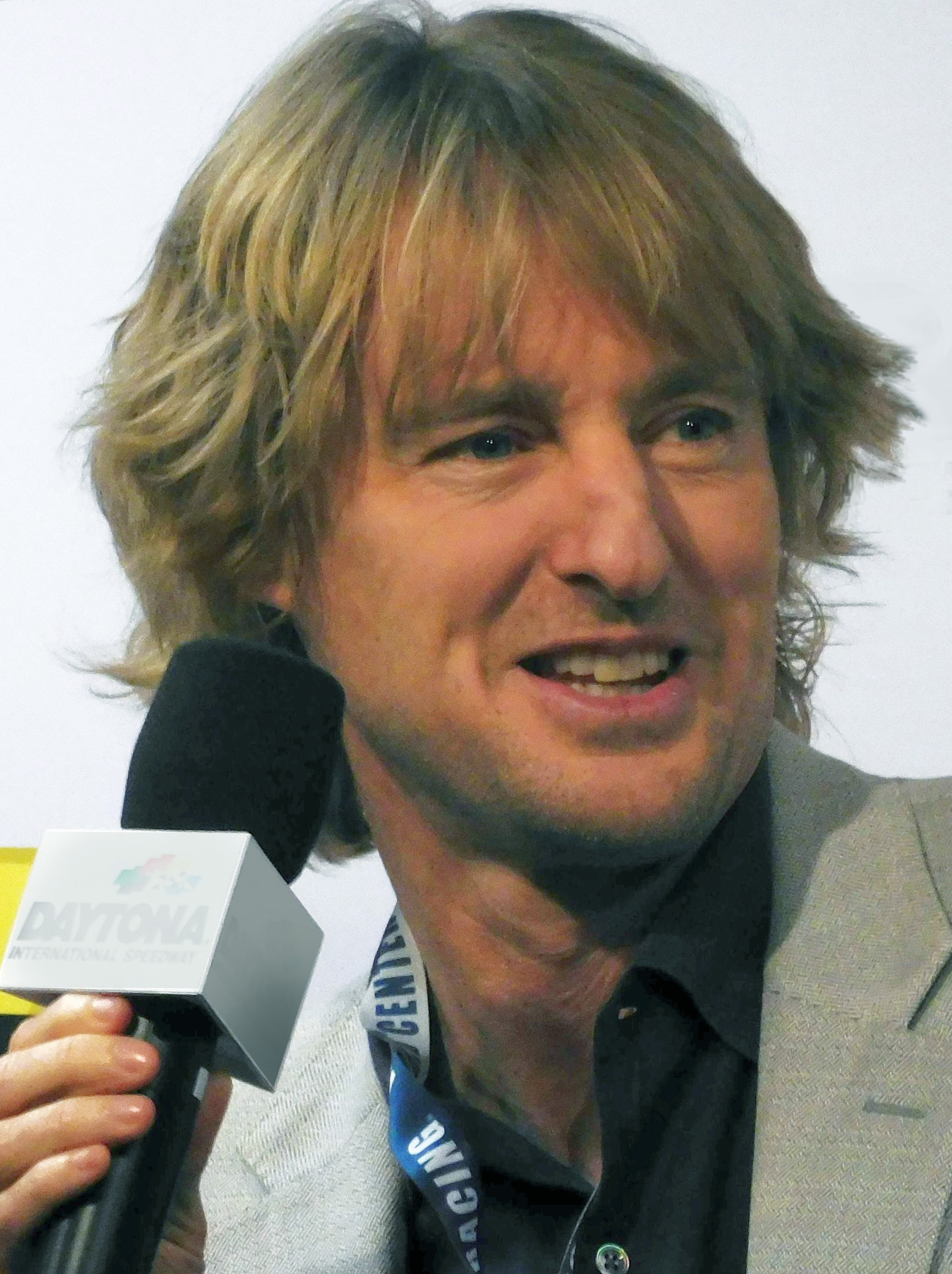
歐文·威爾森於漫威電影宇宙中飾演梅比斯

- 漫威電影宇宙：由歐文·威爾森飾演梅比斯·M·梅比斯。
  - 《洛基》（2021年）：與漫畫系列一樣，這個版本的梅比斯也是時間變異管理局的特工[4][5][6]。洛基演員湯姆·希德斯頓向威爾森解釋洛基此前在漫威電影宇宙中的相關經歷，威爾森認為知悉故事背景之後，有助於自己拍攝影集中梅比斯審問洛基的場景[7] 。影集中梅比斯的形象借鑒自漫威漫畫作者馬克·格魯恩瓦爾德（英语：Mark Gruenwald），他在擔當漫威漫畫的執行編輯期間負責保證漫畫前後故事的連續性[8]。
  - 《洛基》第二季（2023年）

### 电影
- 漫威電影宇宙：由歐文·威爾森回歸飾演梅比斯·M·梅比斯。
  - 《蟻人與黃蜂女：量子狂熱》（2023年）：片尾客串，與洛基一同調查征服者康的變異因子維克多·泰姆利（英语：Victor Timely）。

## 外部連結
- Marvunapp上 梅比斯·M·梅比斯 （页面存档备份，存于） 的資料